# Chiquinho (cầu thủ bóng đá người Bồ Đào Nha, sinh 1995)
Francisco Leonel Lima Silva Machado (sinh ngày 19 tháng 7 năm 1995 ở Santo Tirso) hay Chiquinho, là một cầu thủ bóng đá người Bồ Đào Nha thi đấu ở vị trí tiền vệ tấn công cho Académica de Coimbra theo dạng cho mượn từ Lokomotiva Zagreb.

## Sự nghiệp bóng đá
Ngày 30 tháng 7 năm 2014, Chiquinho có màn ra mắt cho Leixões SC trong trận đấu tại Cúp Liên đoàn bóng đá Bồ Đào Nha 2014–15 trước Santa Clara.
Vào tháng 2 năm 2017, Leixões chấp nhận mức giá €200.000 của Lokomotiva Zagreb, và Chiquinho kí bản hợp đồng 3,5 năm  Anh có trận đấu đầu tiên vào ngày 25 tháng 2, trong chiến thắng 2–0 trên sân nhà trước Sporting Clube de Portugal.
Vào ngày 21 tháng 7 năm 2017, anh chuyển đến Académica de Coimbra với hợp đồng cho mượn 1 năm cùng điều khoản mua vĩnh viễn.